# Júlio César do Nascimento
Júlio César do Nascimento, mais conhecido como Júlio César (Recife, 20 de outubro de 1979), é um ex-futebolista brasileiro que atuava como atacante.

## Títulos
Atlético Paranaense
- Challenger Brazil/USA: 2009[3]

### Artilharias
Santa Clara
- Artilheiro da Segunda Liga: 2007–08 (13 gols)